# 2015年8月博爾諾州炸彈襲擊
2015年8月博爾諾州炸彈襲擊，是指2015年8月尼日利亞博爾諾州一所市場內發生的炸彈襲擊事件，共造成50人死亡、50人受傷。博科聖地被認為是這宗襲擊的主兇。

## 過程
2015年8月11日下午，尼日利亚博爾諾州一所市场內有炸弹爆炸；當時，這所市场剛剛進入繁忙時段，現場人流頗多。有人把炸弹藏在一個用作噴霧器的背包內，再在市场放下該背包；炸弹被放在市场中央，它原先的位置在爆炸後被炸出一個大洞。爆炸發生後，各類物品散滿一地，現場民眾驚慌地逃跑，有些傷者試圖逃離現場，但在途中死去；售賣流動電話的分區顯得一片混亂，那裡的地面上有很多屍體，還滿佈血液和肉塊。
事發後，47名死者和最少50名傷者被送到博爾諾州的比烏總醫院。有義務警員團體參與救援，協助把25名傷者送院救治。截至8月12日，是次炸彈襲擊共造成50人死亡、50人受傷。

## 責任和反應
恐怖組織博科圣地企圖在尼日利亞东北部建立一個伊斯蘭國政權，該組織被指曾在事發地區一帶殺害數百人；博尔诺州位於尼日利亞东北部，亦是博科圣地恐怖份子的活躍地。截至2015年8月12日，沒有任何個人或組織承認發動是次襲擊；但是，尼日利亚有關当局認為博科圣地是這宗爆炸案的主兇。
美國當局對是次炸彈襲擊表示强烈谴责，尼日利亞總統穆罕默杜·布哈里則承諾會粉碎博科聖地。